# 卯月麻衣
卯月 麻衣（うづき まい、1986年11月10日 - ）は、日本の元AV女優。

## 略歴
- 2008年、グラビアアイドルとしてデビュー。
- 2009年6月、アリスJAPAN・MAXING・S1・MAX-Aから同時デビュー。同年限りで引退した。2010年にリリースされた作品は全て前年に撮影した際の二次使用であり、再編集したものである。

## 出演作品

### イメージDVD
- mai first 卯月麻衣（2008年9月25日、エアーコントロール）
- 激写プレミアム 卯月麻衣（2009年3月20日、日本メディアサプライ）
- 競泳水着フェティシズム　No22（2009年6月19日、日本メディアサプライ）
- キレイナハダカ 卯月麻衣（2009年8月21日、日本メディアサプライ）

### アダルトビデオ
2009年
- 新人×アリスJAPAN（6月12日、アリスJAPAN）
- 新人 卯月麻衣 正真正銘 SEX初撮りデビュー!（6月12日［DVD］/2009年6月19日［Blu-ray Disc］、マキシング）
- Super★Star 卯月麻衣（6月12日、マックス・エー）
- MAXGIRLS18 OL×セクハラ新人×アリスJAPAN（6月12日、マックス・エー）共演:伊東遥、中野愛里、中野恭子、椎名ゆな、安藤美沙、夏咲まりみ、朝日奈あかり、藤崎セシル、小西那奈
- 新人×ギリモザ 新人ギリモザ（6月19日、エスワン）
- 女教師巨乳調書（7月10日、マックス・エー）
- MAX GIRLS 19（7月10日、マックス・エー）他出演:伊東遥、光月夜也、中野愛里、希志あいの、藤崎りお、夏咲まりみ、安藤美沙、椎名ゆな、結希レイナ、中野恭子
- ギリモザ 麻衣の乳がデカすぎて。（7月19日、エスワン）
- 卯月麻衣、本日性感開発します。（8月14日、アリスJAPAN）
- 初コス!（8月16日、マキシング）
- S級女優たちがアナタをお出迎え パコパコマンション4時間（9月7日、エスワン）オムニバス作品
- OL STYLE（9月11日、マックス・エー）
- MAX GIRLS21 アメスク×FUCK（9月11日、マックス・エー）他出演:伊東遥、叶桃花、Rio、椎名ゆな、一ノ瀬アメリ、藤崎りお、光月夜也、希志あいの
- ギリモザ 無限絶頂！激イカセFUCK（9月19日、エスワン）
- 犯られまくる淫乱OL25人（9月25日、マックス・エー）オムニバス作品
- チンポがとろける濃厚フェラチオ4時間（10月7日、エスワン）オムニバス作品
- 終わらないパイズリ（10月9日、アリスJAPAN）
- ファイナルSEX 卯月麻衣 最後の四本番（10月16日、マキシング）
- MAXING GIRLS COLLECTION このコスプレがたまらない!（10月16日、マキシング）オムニバス作品
- 最高に気持ちイイ超絶騎乗位4時間（10月19日、エスワン）オムニバス作品
- ギリモザ2009年上半期傑作選（10月19日、エスワン）オムニバス作品
- MAXING半期ベスト完全保存版　No6（11月1日、マキシング）オムニバス作品
- S級アイドル23人　ヌルヌル性感クラブ4時間（11月19日、エスワン）オムニバス作品
- 接吻と性交4時間　No2（12月7日、エスワン）オムニバス作品
- デカ尻激ピストン4時間　No2（12月7日、エスワン）オムニバス作品
- 過激ギリモザ4時間（12月19日、エスワン）オムニバス作品
- S級女優31人　日替わりセックス4時間　No3（12月19日、エスワン）オムニバス作品
- 2009年上半期ベスト50　8時間（12月19日、エスワン）オムニバス作品

2010年
- パイズリ天国とピストン地獄4時間（1月7日、エスワン）オムニバス作品
- もっと激しく中でイカせて4時間（1月7日、エスワン）オムニバス作品
- S級女優の高画質セックス4時間（1月19日［DVD］/2010年2月1日［Blu-ray Disc］、エスワン）オムニバス作品
- MAX-A下半期BEST8時間2枚組（2月12日、マックス・エー）オムニバス作品
- 卯月麻衣 the BEST（2月16日、マキシング）
- MAXING GIRLS COLLECTION この巨乳がスゴイ!（2月16日、マックス・エー）オムニバス作品
- エスワン 2009 BEST OF BEST 8時間（2月16日、エスワン）オムニバス作品
- MAXINGガールズコレクター2009（3月16日、マキシング）オムニバス作品
- ギリモザ特選SEX8時間スペシャル　No4（3月19日、エスワン）オムニバス作品
- S級女優の高画質フェラチオ4時間（3月19日、エスワン）オムニバス作品
- 卯月麻衣コンプリート 本編未収録映像付き4時間（4月9日、マックス・エー）
- MAXING半期ベスト完全保存版　No7（5月1日、マキシング）オムニバス作品
- S級女優の高画質顔射4時間（5月19日、エスワン）オムニバス作品
- 嫌がるオンナに鬼アクメ4時間（6月1日、エスワン）オムニバス作品
- 2009年下半期ベスト50　8時間（6月19日、エスワン）オムニバス作品
- 奇跡の復活×おっぱいスペシャル 卯月麻衣（7月1日、嵐を呼ぶスーパーガール）
- S級女優の必殺フェラチオテクニック4時間（7月7日、エスワン）オムニバス作品
- S級女優の高画質ハードファック4時間（7月19日［DVD］/2010年7月19日［Blu-ray Disc］、エスワン）オムニバス作品
- S1 GREATEST GIRLS 100人12時間　No3（8月19日、エスワン）オムニバス作品
- 汗だくムレムレFUCK4時間（8月19日、エスワン）オムニバス作品
- 犯され騎乗位4時間（9月7日、エスワン）オムニバス作品
- 超人気女優が総出演!!顔射スペシャル（11月1日、嵐を呼ぶスーパーガール）オムニバス作品
- 膣中イカセ4時間（11月7日、エスワン）オムニバス作品

### 写真集
- digi+KISHIN MAGAZINE(2008年7月30日、小学館、撮影：篠山紀信）ISBN 978-4-09-103219-5
- あいまいLOVE(2009年4月8日、双葉社、撮影：山岸伸）ISBN 978-4-575-30122-9